# Phlox pilosa
Phlox pilosa är en blågullsväxtart. Phlox pilosa ingår i släktet floxar, och familjen blågullsväxter.

## Underarter
Arten delas in i följande underarter:
- P. p. deamii
- P. p. detonsa
- P. p. fulgida
- P. p. longipilosa
- P. p. ozarkana
- P. p. pilosa
- P. p. pulcherrima
- P. p. riparia
- P. p. sangamonensis

## Bildgalleri

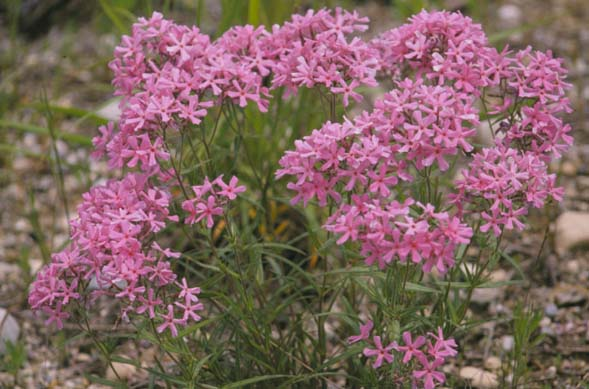
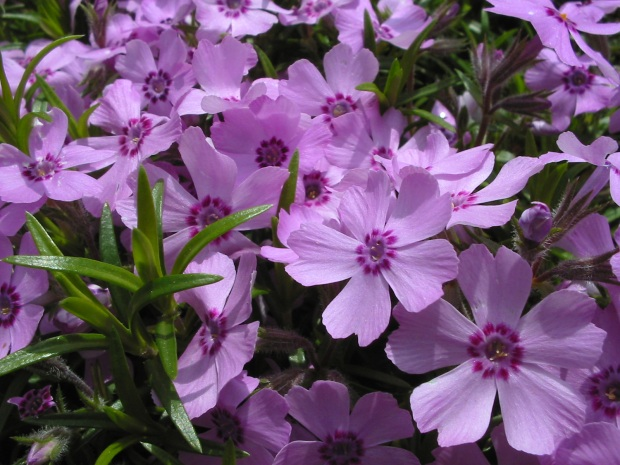
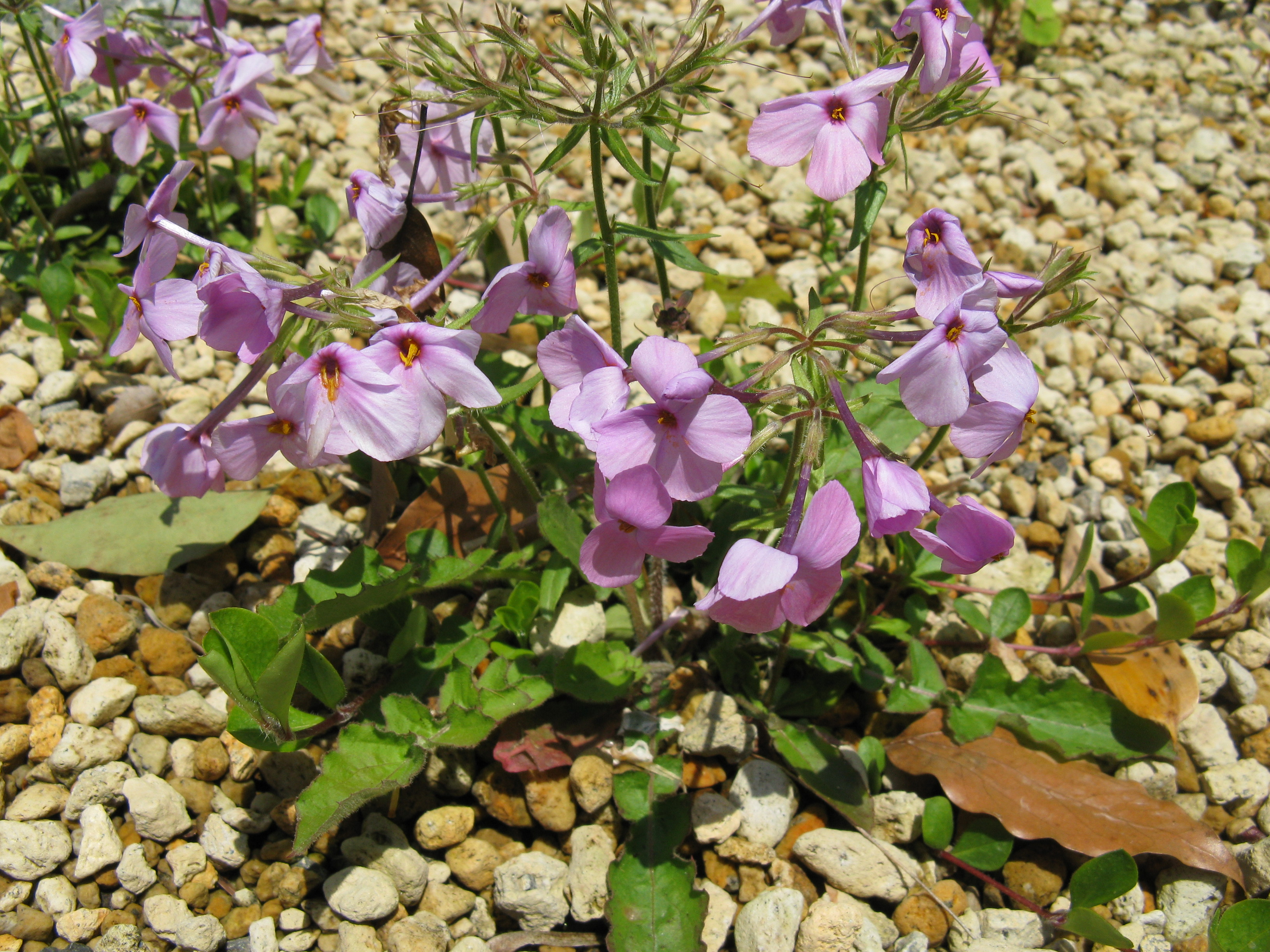
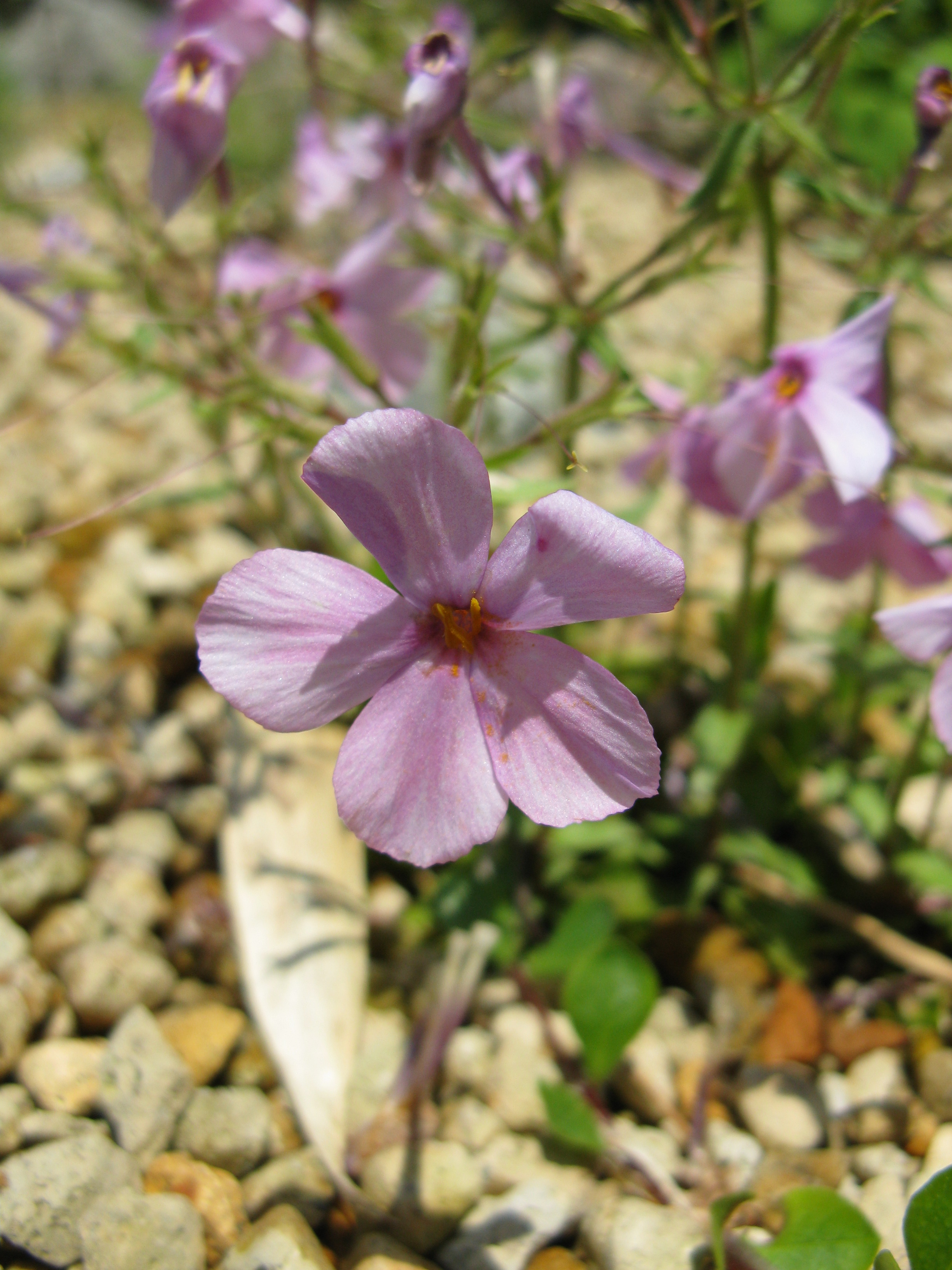
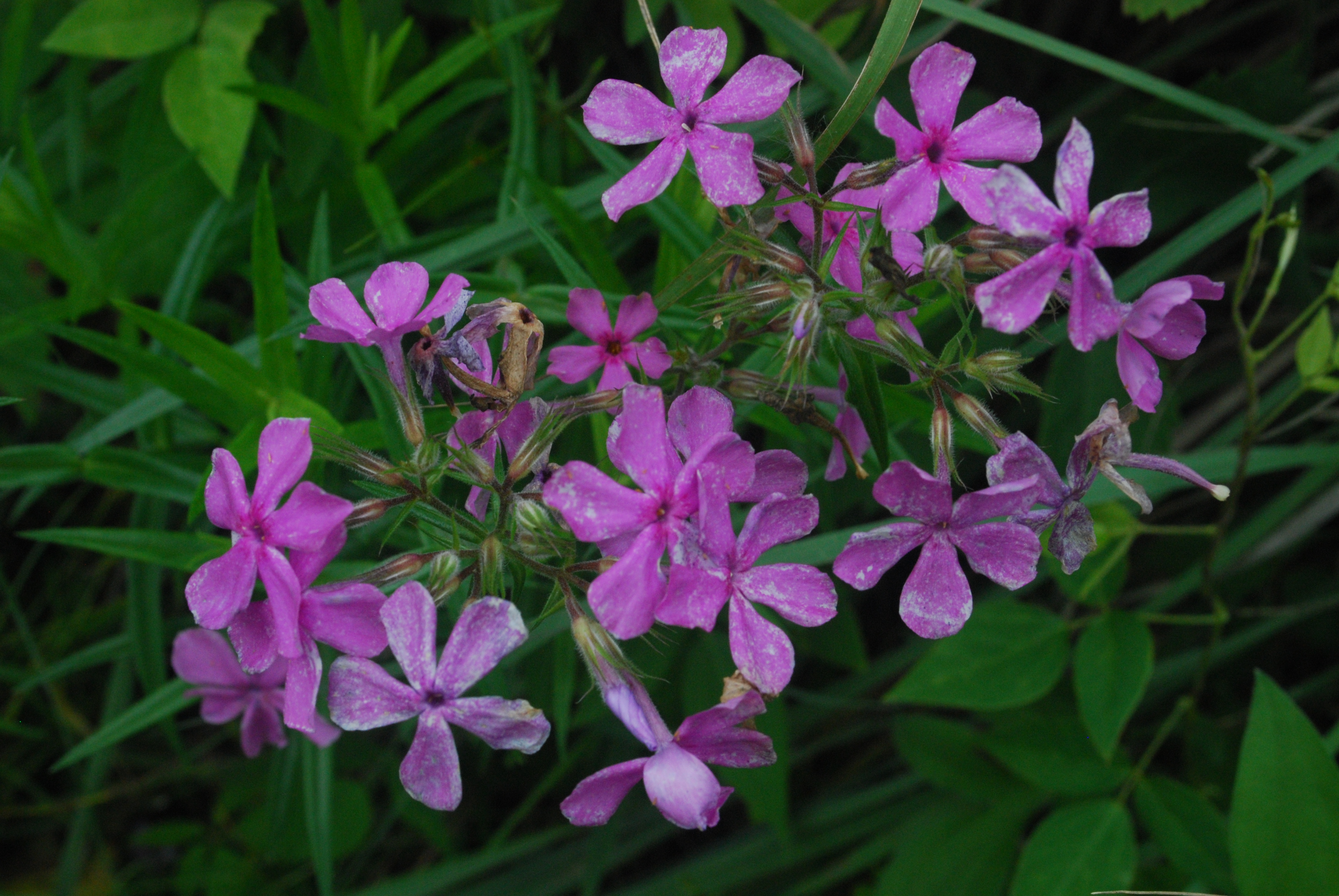